# حقوق بشر در عراق پس از حمله
حقوق بشر در عراق پس از تهاجم، از زمان تهاجم ایالات متحده در سال۲۰۰۳، موضوع نگرانی‌ها و مناقشات بوده‌است. نگرانی‌هایی در مورد رفتار شورشیان، نیروهای ائتلاف به رهبری ایالات متحده و دولت عراق ابراز شده‌است. ایالات متحده در حال بررسی چندین اتهام در مورد نقض استانداردهای بین‌المللی و داخلی رفتار در حوادث جداگانه توسط نیروهای خود و پیمانکاران است. بریتانیا همچنین در حال انجام تحقیقات دربارهٔ نقض حقوق بشر توسط نیروهای خود است. محاکمه جنایات جنگی و تعقیب کیفری جنایات متعدد توسط شورشیان به احتمال زیاد سال‌ها باقی مانده‌است. در اواخر فوریه۲۰۰۹، وزارت امور خارجه ایالات متحده گزارشی در مورد وضعیت حقوق بشر در عراق منتشر کرد که به سال قبل(۲۰۰۸) نگاه می‌کند.

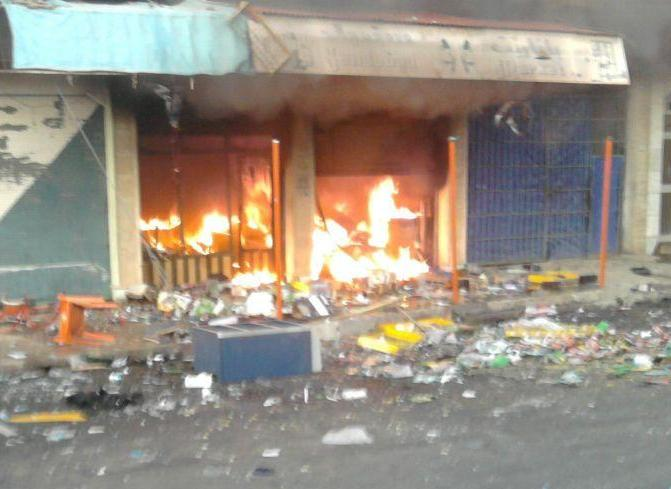
مغازه‌ها در زاخو پس از شورش‌های دهوک در سال۲۰۱۱

## نقض حقوق بشر توسط شورشیان

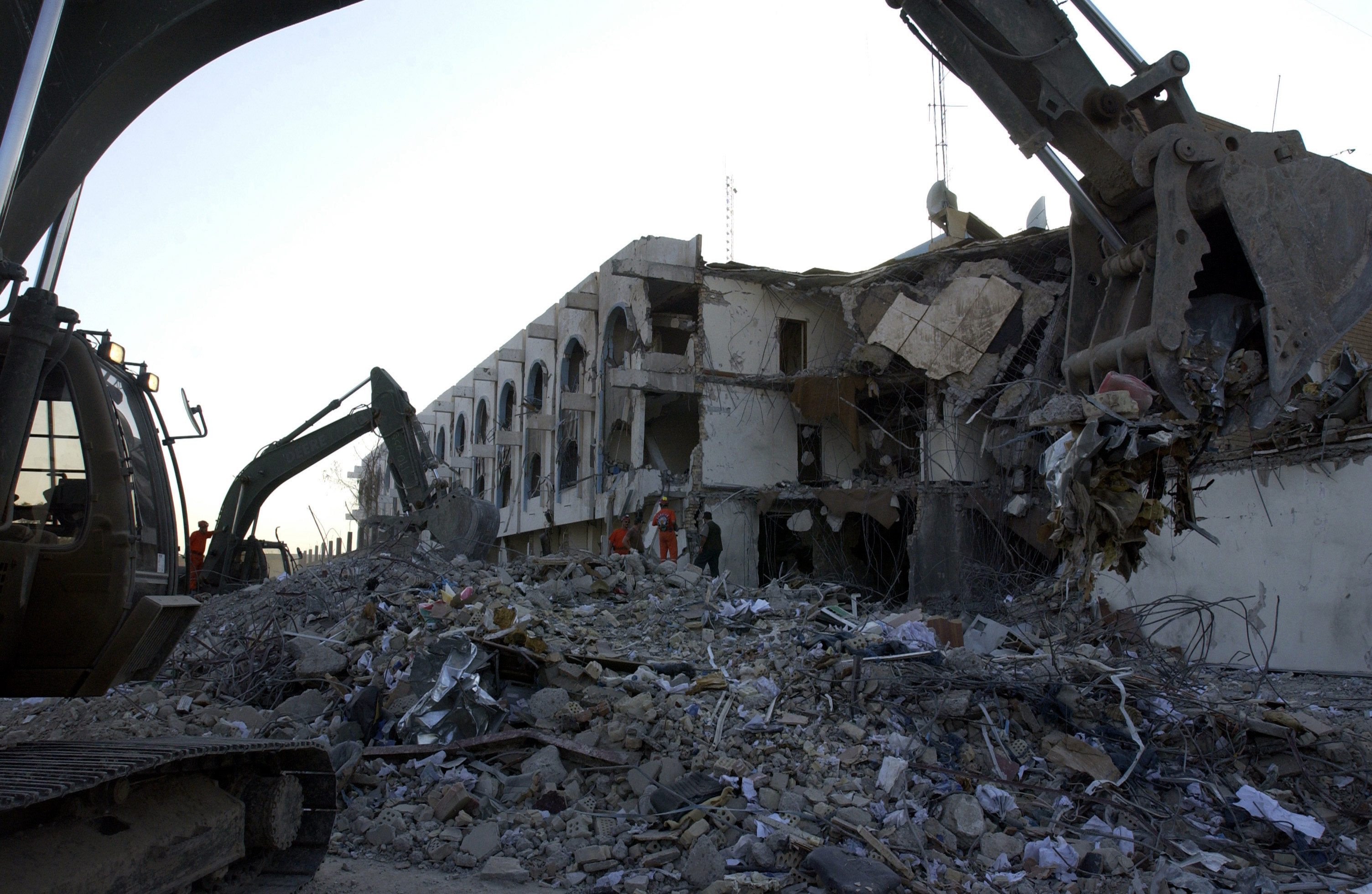
ساختمان مقر سازمان ملل در بغداد پس از بمب‌گذاری در هتل کانال، در ۲۲ اوت ۲۰۰۳

نقض حقوق بشر که توسط شورشیان و/یا تروریست‌های مستقر درعراق انجام شده یا ادعا می‌شود انجام شده‌است عبارتند از:

### اوت ۲۰۰۳
بمباران مقر سازمان ملل متحد در بغداد در اوت۲۰۰۳ که منجر به کشته شدن نماینده ارشد سازمان ملل در عراق، ویرا دی ملو ۵۵ساله برزیلی شد که همچنین کمیسر عالی حقوق بشر سازمان ملل متحد بود. در این انفجار ۲۲کارمند سازمان ملل کشته و بیش از ۱۰۰نفر زخمی شدند. نادیا یونس، مدیر اجرایی سابق سازمان بهداشت جهانی(WHO) مسئول روابط خارجی و نهادهای حاکم نیز شامل کشته شدگان است. این حمله تروریستی توسط کوفی عنان دبیرکل سازمان ملل متحد محکوم و توسط شورای امنیت سازمان ملل متحد محکوم شد.

### ژوئن ۲۰۰۴
کیم سون ایل مترجم کره جنوبی توسط پیروان الزرقاوی سر بریده شد.

### ژوئیه ۲۰۰۴
توحید و جهاد رانندگان کامیون بلغاری ایوایلو کپوف و گئورگی لازوف را سر بریدند. الجزیره نوار ویدئویی حاوی قتل را پخش کرد، اما گفت که بخشی از قتل واقعی برای پخش بیش از حد گرافیکی است.

### دسامبر ۲۰۰۴
سالواتوره سانتورو، عکاس ۵۲ ساله ایتالیایی در ویدئویی سر بریده شد. جنبش اسلامی مجاهدین عراق مسئولیت آن را بر عهده گرفت.

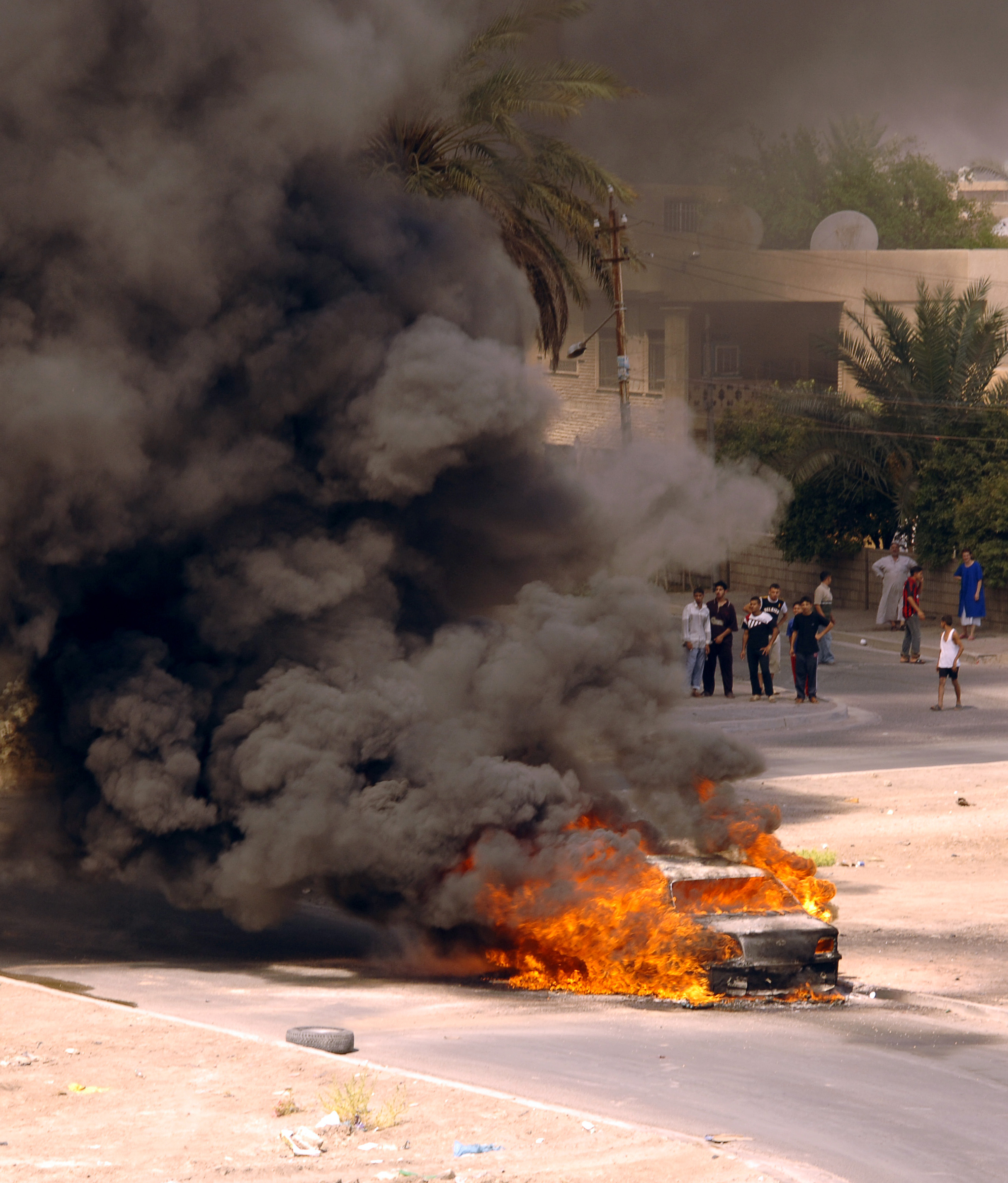
یک خودروی عراقی در بغداد پس از اصابت خمپاره ای که توسط شورشیان شلیک شد، در ۸ اوت ۲۰۰۶ سوخت.

### فوریه ۲۰۰۵
تلویزیون العراقیه (عراق) متن اعترافات انس احمد العیسی افسر اطلاعاتی سوریه و شهاب السبعوی تروریست عراقی را در مورد عملیات تله انفجاری، انفجارها، آدم‌ربایی‌ها، ترورها و جزئیات آموزش سر بریدن در سوریه پخش کرد.

### ژوئیه ۲۰۰۵
فرستادگان مصر و الجزایر.
- دو دیپلمات الجزایری توسط القاعده در عراق کشته شدند. القاعده عراق با انتشار بیانیه ای اینترنتی اعلام کرد که دو دیپلمات ربوده شده الجزایری به نام‌های علی بلاروسی و عضدین بلکادی را کشته‌است. در بیانیه ای که به امضای ابومیسره العراقی رسیده‌است، آمده‌است: «دادگاه القاعده در عراق تصمیم گرفته‌است که حکم خداوند را در مورد این دو دیپلمات از دولت مرتد الجزایر اجرا کند… و دستور کشتن آنها را صادر کرده‌است». سخنگوی القاعده[۷]
- گزارش شده‌است که یک دیپلمات مصری توسط القاعده کشته شده‌است. القاعده در عراق در یک فروم اینترنتی بیانیه ای مبنی بر کشتن دیپلمات مصری الشریف منتشر کرد. محمد سید طنطاوی، روحانی ارشد اهل سنت، این قتل را «جنایت علیه دین، اخلاق و انسانیت و جنایتی که خلاف شرافت و جوانمردی است» محکوم کرد.[۸]

### فوریه ۲۰۰۶
بمب‌گذاری مسجد العسکری در ۲۲ فوریه۲۰۰۶ تقریباً در ساعت۶:۵۵ رخ داد. صبح به وقت محلی(۰۳۵۵ UTC) در مسجد العسکری یکی از مقدس‌ترین مکان‌های اسلام شیعی در شهر سامرا عراق، حدود ۱۰۰ کیلومتر (۶۲ مایل) شمال غربی بغداد. اگرچه در این انفجار هیچ آسیبی وارد نشد، اما بمب‌گذاری در روزهای بعدمنجر به خشونت شد. بیش از ۱۰۰جسد با سوراخ گلوله در ۲۳ فوریه پیدا شد و حداقل ۱۶۵نفر تصور می‌شود که کشته شده‌اند.

### ژوئن ۲۰۰۶
ویدئویی از کشته شدن چهار دیپلمات روس ربوده شده در عراق در اینترنت منتشر شد. گروهی به نام مجلس شورای مجاهدین فیلم گروگان‌گیری را منتشر کردند.

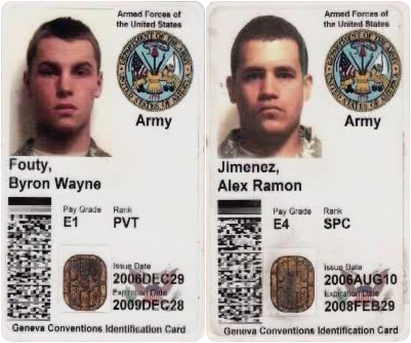
دولت اسلامی عراق سه سرباز آمریکایی را در می ۲۰۰۷ اسیر و متعاقباً به قتل رساند

### ژوئیه ۲۰۰۶
خبرگزاری انباء العراق، سازمان نویسندگان بدون مرز، زندانی شدن کارمند این سازمان، حسین ا. خدیر، مسئول پوشش مستندهایی درمورد نوع تهدیدات اقلیم فدرال کردستان به کشورهای همسایه خود را محکوم می‌کند. هیئت دیده‌بان حقوق بشر (HRW) گزارش‌هایی در مورد شکنجه درعراق و سرکوب حقوق بشر و آزادی بیان منتشر کرد. هیئت دیده‌بان حقوق بشر با چندین نویسنده و روزنامه‌نگار بازداشت شده برای مستندسازی چنین تخلفی مصاحبه کرد.[۱۷][۱۸] آقای خدیر در کرکوک بازداشت شد و سپس به اربیل منتقل شد، جایی که دیده‌بان حقوق بشر (HRW) با او در یکی از بازداشتگاه‌ها ملاقات کرد. سال گذشته در بغداد، همین نویسنده بافرار از دست شبه‌نظامیان شیعه، که خانه‌اش را تصرف کردند و خانواده‌اش را به خیابان‌ها انداختند، رنج‌های بدتری را متحمل شد، که تهدیدی جدی علیه جان او محسوب می‌شد. این اقدام به‌طور گسترده در عراق به عنوان انتقام از فعالان حقوق بشر، روزنامه نگاران و نویسندگانی که دولت عراق و حزب ائتلاف شیعه را انتقاد می‌کنند، انجام می‌شود. چندین آژانس مطبوعاتی و رسانه ای از ائتلاف شیعیان عراق در جریان تدوین قانون اساسی با صدای بلند انتقاد کردند. خدیر کمپینی را برای اصلاح قانون اساسی رهبری کرد و خواستار شد که قانون اساسی به عنوان ابزاری برای ایجاد صلح باشد که همه احزاب و مخالفان را به یک اجماع ملی و انسجام اجتماعی می‌رساند تا یک دولت سازی همان‌طور که حزب حاکم مرتباً می‌گوید. یونامی اظهار داشت که بیشتر این فعالیت‌های جامعه مدنی توسط آژانس‌های سازمان ملل، کمک کنندگان بین‌المللی یا دولت‌های ایالات متحده و بریتانیا حمایت شده و هستند. خبرگزاری سازمان ملل فاش کرد که خبرنگاران و نویسندگان آسیب پذیرترین قربانیان در برابر قتل هستند، مرگ، تهدید، آدم‌ربایی، شکنجه و بازداشت معمولاً توسط نیروهای کنترل نشده عراقی، سازمان‌های شبه نظامی و شبه نظامیان شیعه یا سنی انجام می‌شود. مشابه این مورد خاص در جنوب، مرکز و شمال عراق رخ می‌دهد و در حال گسترش است.
تعداد روزنامه نگاران و نویسندگان کشته شده در عراق امسال از ۲۲۰نفر گذشت. سازمان عراقی برای حمایت از قربانیان روزنامه نگاران به شبکه‌های مجتمع اطلاعات محلی گزارش داد.
فرانک "گرگ" فورد، گروهبان گارد ملی ایالات متحده ادعا می‌کند که شاهد نقض حقوق بشر در سامرا، عراق بوده‌است. تحقیقات بعدی ارتش ادعاهای فورد را بی اساس نشان داد. همچنین مشخص شد که فورد نشان غیرمجاز "US Navy SEAL" را بر روی لباس ارتش خود نشان داده‌است. فورد در واقع هرگز آنطور که سالها در طول خدمت در گارد ملی ارتش ادعا کرده بود، یک نیروی دریایی نبود.
- خبرگزاری کویت گزارش می‌دهد که یک منبع بلندپایه امنیتی عراق در وزارت کشور اعلام کرده‌است که آمار نهایی کشته شدگان انفجارهای ۱۳ اوت در منطقه الزعفرانیه در جنوب بغداد ۵۷ کشته و ۱۴۵ زخمی است که بیشتر آنها زن و کودک هستند.[۱۱] نوری المالکی، نخست‌وزیر عراق، افراط گرایان سنی را که به دنبال تشدید درگیری هستند، مقصر دانست.[۱۲]

## نقض حقوق بشر توسط نیروهای ائتلاف

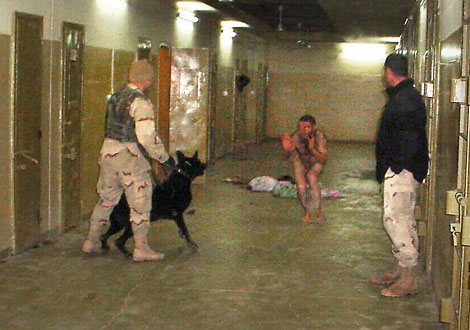
شکنجه ابوغریب و آزار زندانیان

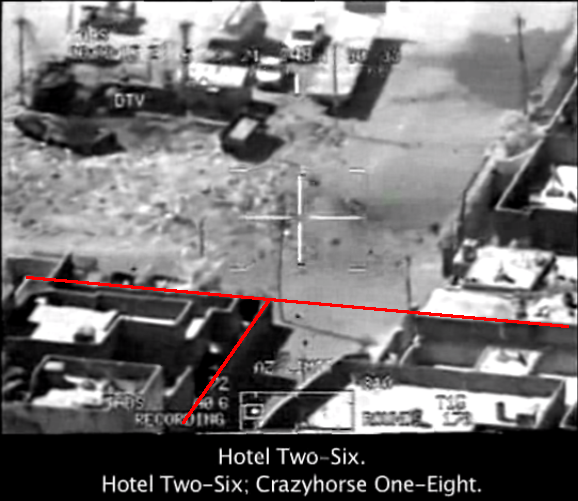
فیلم دوربین تفنگی از حمله هوایی ۱۲ ژوئیه ۲۰۰۷ در بغداد، که قتل نامیر نورالدین و ده‌ها غیرنظامی دیگر توسط یک هلیکوپتر آمریکایی را نشان می‌دهد.

### آوریل ۲۰۰۳
یک مرد عراقی به نام اثیر کارن الموفقیه در ۲۹ آوریل۲۰۰۳ توسط یک سرباز انگلیسی در یک ایست بازرسی کنار جاده ای مورد اصابت گلوله قرار گرفت و کشته شد. شاهدان ادعا کرده‌اند که وی پس از اصابت گلوله در خودروی خود به پای سربازی که درحال پیاده شدن از خودرویش بود، از ناحیه شکم مورد اصابت گلوله قرار گرفت و سپس از خودرو بیرون کشیده شد و توسط همرزمان سرباز مورد ضرب و شتم قرار گرفت و بعداً در بیمارستان جان باخت.. در هفت تلاشی که گاردین برای مطرح کردن این موضوع انجام داد، وزارت دفاع از «توضیح اینکه چرا این افراد بازداشت شده‌اند، یا بیان اینکه کجا، چگونه یا چرا مرده‌اند» خودداری کرده‌است.

### می ۲۰۰۳
در ماه مه۲۰۰۳، سعید شبرام و پسر عمویش، منم آکایلی، پس از بازداشت توسط سربازان انگلیسی به رودخانه نزدیک بصره پرتاب شدند. آکایلی جان سالم به در برد، اما شبرام در رودخانه غرق نشد. آکیلی گفت که او و شبرام توسط یک گشت بریتانیایی به او نزدیک شد و قبل از اینکه به زور داخل رودخانه شوند، با تهدید اسلحه به سمت اسکله هدایت شدند. این مجازات به عنوان «خیس کردن» شناخته می‌شود و گفته می‌شود که برای جوانان محلی مظنون به غارت اعمال شده‌است. سپنا مالک، وکیل خانواده می‌گوید: «قرار بود ویتینگ کسانی را که مظنون به جنایت‌های کوچک هستند تحقیر کند. «اگرچه وزارت دفاع این موضوع را رد می‌کند که در زمان وقوع این حادثه، سیاست خیس کردن برای مقابله با غارتگران مشکوک وجود داشته‌است، اما شواهدی که دیده‌ایم خلاف این را نشان می‌دهد. به نظر می‌رسد تاکتیک‌های به کار گرفته شده توسط وزارت دفاع شامل پرتاب یا قرار دادن غارتگران مشکوک به یکی از دو آبراه اصلی بصره باشد. اطرافیان عراقی عکیلی را از آب بیرون کشیدند اما پسر عمویش ناپدید شد. جسد شبرام بعداً توسط غواصی که پدرش راضی شبرام استخدام کرده بود، پیدا کرد. مادر شبرام چهار ساعت در ساحل رودخانه منتظر ماند و غواصی در رودخانه به دنبال سعید گشت. لی دی می‌گوید: «وقتی جسد سعید در نهایت از رودخانه بیرون کشیده شد، راضی توضیح می‌دهد که چگونه نفخ کرده و با آثار و کبودی‌ها پوشانده شده بود. اگرچه وزارت دفاع به خانواده سعید شبرام غرامت پرداخت کرد، اما هیچ‌یک از سربازان درگیر به خاطر مرگ او متهم نشدند.
احمد جبار کریم علی، ۱۵ساله، در ۸ مه۲۰۰۳ به همراه برادرش در حال رفتن به محل کار بود که گروهی از سربازان انگلیسی به او حمله کردند. چهار سرباز او را مورد ضرب و شتم قرار دادند و سپس با زور اسلحه او را به داخل کانالی بردند تا به دلیل غارت مشکوک «به او درس بیاموزند». او که از ضرب و شتم سربازان علی بن ابیطالب ضعیف شده بود، دست و پا زد. وقتی او را از رودخانه بیرون کشیدند مرده بود. چهار سرباز انگلیسی که در یک حادثه جداگانه با مرگ یک نوجوان عراقی دست داشتند از قتل عمد تبرئه شدند.

### اوت ۲۰۰۳
حنان صالح ماترود، یک دختر عراقی هشت ساله، در ۲۱ اوت۲۰۰۳ توسط یک سرباز هنگ پادشاه، هنگامی که یک خودروی زرهی جنگجو در نزدیکی کوچه ای که به خانه او منتهی می‌شد متوقف شد، کشته شد. سه یا چهار سرباز از خودرو خارج شدند و گروهی از کودکان ازجمله حنان جمع شدند که توسط سربازان جذب شدند. داستان‌ها در مورد آنچه بعد اتفاق افتاد متفاوت است. سربازان ادعا کردند که مورد حمله گروه‌های سنگ پرتاب قرار گرفتند و شلیک گلوله یک "تیر هشدار دهنده " بود. از سوی دیگر، جمعیت محلی ادعا کردند که جمعیت تنها کودکانی هستند که "با پیشنهاد سربازان از شکلات به بیرون کشیده شده‌اند". حنان توسط یکی از سربازان هنگ پادشاه مورد اصابت گلوله قرار گرفت و کشته شد و در قسمت پایین‌تنه اش مورد اصابت قرار گرفت و سربازان او را سریعاً به بیمارستان تحت کنترل جمهوری چک منتقل کردند. حنان روز بعد پس از یک عمل جراحی ناموفق درگذشت. به گفته وزارت دفاع، «در غیاب شواهد بی‌طرف شاهد یا شواهد پزشکی قانونی که نشان دهد یک سرباز خارج از قوانین درگیری عمل کرده‌است، هیچ جرمی ثابت نشد». در ماه مه۲۰۰۴، پس از مداخله عفو بین‌الملل، خانواده او یک ادعای رسمی برای غرامت مناسب ارائه کردند که از سال۲۰۰۴ توسط وزارت دفاع در حال ارزیابی است.

### سپتامبر ۲۰۰۳
در ۱۴سپتامبر، بها موسی، مسئول پذیرش هتل ۲۶ساله، به همراه شش مرد دیگر دستگیر و به یک پایگاه بریتانیایی منتقل شد. موسی و سایر اسیران در حین بازداشت توسط تعدادی از سربازان در پایگاه مورد ضرب و شتم شدید و مورد ضرب و شتم قرار گرفتند. دو روز بعد جسد موسی پیدا شد. یک معاینه پس از مرگ نشان داد که موسی جراحات متعددی (حداقل ۹۳) از جمله شکستگی دنده‌ها و شکستگی بینی، که «تا حدی» علت مرگ او بود، متحمل شده‌است.
هفت تن از اعضای هنگ لنکاوی ملکه به اتهامات مربوط به بدرفتاری با زندانیان، از جمله جنایات جنگی بر اساس قانون دیوان کیفری بین‌المللی ۲۰۰۱ محاکمه شدند. در ۱۹ سپتامبر۲۰۰۶، سرجوخه دونالد پین به اتهام رفتار غیرانسانی با افراد اعتراف کرد و او را به اولین عضو نیروهای مسلح بریتانیا تبدیل کرد که به جنایت جنگی اعتراف کرد. او پس از آن یک سال زندانی شد و از ارتش اخراج شد. بی‌بی‌سی گزارش داد که شش سرباز دیگر از هرگونه تخلف تبرئه شدند،و ایندیپندنت گزارش داد که اتهامات کنار گذاشته شده‌است، و قاضی رئیس دادگاه، رونالد مک کینون، اظهار داشت که «هیچ‌یک از آن سربازان به‌هیچ عنوان متهم نشده‌اند. جرم، صرفاً به این دلیل که هیچ مدرکی علیه آنها درنتیجه بسته شدن کم و بیش آشکار در صفوف وجود ندارد."

### ژانویه ۲۰۰۴
در اول ژانویه، غانم کاظم کتی، یک جوان غیرمسلح، توسط یک سرباز انگلیسی در درب خانه اش دو گلوله از پشت مورد اصابت گلوله قرار گرفت. نیروها پس از شنیدن صدای تیراندازی که به‌گفتهٔ همسایه‌ها از یک جشن عروسی آمده بود، بمحل حادثه رسیده بودند. بازرسان پلیس نظامی سلطنتی جسد این نوجوان را شش هفته بعد نبش قبر کردند، اما هنوز غرامتی ارائه نکرده‌اند یا نتیجه ای برای تحقیقات اعلام نکرده‌اند.
فیلم گرفته شده از دوربین تفنگ یک هلیکوپتر آپاچی آمریکایی در عراق در تلویزیون ای بی سی نشان داده شد که کشته شدن شورشیان مشکوک عراقی رانشان می‌دهد. به دلیل ابهام ویدیو، بحث و جدل پیرامون این پرونده به‌وجود آمد. یک جسم استوانه ای شکل درمزرعه روی زمین پرتاب می‌شود. ارتش آمریکا آن را آرپی جی یا لوله خمپاره می‌دانست و به سوی مردم شلیک می‌کرد. مرکز رسانه‌ای مستقل پیشنهاد کرده‌است که این موارد ممکن است به نوعی ابزارهای بیضرر بوده باشند. این مجله همچنین می‌گوید که هلیکوپتر به سمت یک مرد مجروح تیراندازی کرد که به‌گفتهٔ آنها با قوانین بین‌المللی در تضاد است.
در تلویزیون آلمان، ژنرال بازنشسته رابرت گارد از ارتش ایالات متحده اظهار داشت که این قتل به نظر او «قتل غیرقابل توجیه» است.

### آوریل ۲۰۰۴
در ۱۴آوریل، ستوان ایلاریو پانتانو از تفنگداران دریایی ایالات متحده، دو اسیر غیر مسلح را کشت. ستوان پانتانو ادعا کرد که اسرا به شیوه ای تهدیدآمیز به سمت او پیشروی کرده‌اند. افسری که ریاست جلسه ماده ۳۲ او را بر عهده داشت، تشکیل دادگاه نظامی را به دلیل «هتک حرمت بدن» توصیه کرد، اما همه اتهامات علیه ستوان پانتانو به دلیل فقدان شواهد یا شهادت معتبر لغو شد. وی متعاقباً با یک معافیت افتخاری از نیروی دریایی جدا شد.
ویدئویی که گروهی از سربازان انگلیسی رانشان می‌دهد که ظاهراً چند نوجوان عراقی را کتک می‌زنند، در فوریه۲۰۰۶ در اینترنت و اندکی پس از آن در شبکه‌های اصلی تلویزیونی در سراسر جهان منتشر شد. این ویدئو که در آوریل۲۰۰۴ رخ داد و از طبقه بالایی ساختمانی درشهر العماره درجنوب عراق گرفته شد، بسیاری از عراقیها را بیرون از یک مجتمع ائتلاف نشان می‌دهد. پس از درگیری که در آن اعضای جمعیت سنگ‌ها و نارنجک‌های دست‌ساز را بسمت سربازان پرتاب کردند، سربازان به جمعیت هجوم بردند. نیروهای نظامی چند نوجوان عراقی را بداخل محوطه آورده و اقدام به ضرب و شتم آنها کردند. این ویدیو شامل صدایی است که ظاهراً توسط فیلمبردار درحال تمسخر نوجوانان کتک خورده‌است.
صدای ضبط شده فردی شنیده می‌شود که می‌گوید:
آه بله! آه بله! حالا شما آن را دریافت خواهید کرد.شما بچه‌های کوچولو ای عوضی کوچولوی لعنتی!
این رویداد در رسانه‌های اصلی پخش شد و در نتیجه دولت و ارتش بریتانیا این رویداد را محکوم کردند. این حادثه به‌ویژه برای سربازان بریتانیایی که از موقعیت بسیار مطلوب تری نسبت به سربازان آمریکایی درمنطقه برخوردار بودند، نگران کننده شد. پس از این حادثه نگرانی‌هایی درمورد امنیت سربازان درکشور به رسانه‌ها اعلام شد. این نوار مورد انتقاد عراق قرار گرفت، هرچند نسبتاً کم‌کم، و رسانه‌ها دریافتند که مردم آماده صحبت کردن هستند. پلیس نظامی سلطنتی تحقیقاتی را درمورد این رویداد انجام داد و مقامات تعقیب تشخیص دادند که پرونده کافی برای توجیه دادرسی دادگاه نظامی وجود ندارد.

### می ۲۰۰۴
در ماه مه۲۰۰۴، یک سرباز بریتانیایی به نام M004 با اسرای جنگی اسیر و غیرمسلح در حین «بازجویی تاکتیکی» در کمپ ابوناجی بدرفتاری کرد.
روستای مکردیب در ۱۹می۲۰۰۴ مورد حمله بالگردهای آمریکایی قرار گرفت و ۴۲مرد، زن و کودک کشته شدند. تلفات این حادثه که ۱۱نفر از آنها زن و ۱۴نفر کودک بودند، توسط حمدی نورالالوسی، مدیر نزدیکترین بیمارستان تأیید شد. روزنامه نگاران غربی نیز اجساد این کودکان را قبل از دفن مشاهده کردند.

### نوامبر ۲۰۰۵
در ۱۹ نوامبر ۲۴عراقی کشته شدند. حداقل ۱۵نفر و ظاهراً همه آنها غیرنظامیان غیرنظامی بودند و گفته می‌شود که همه توسط گروهی از تفنگداران دریایی آمریکا کشته شده‌اند. به گفته یک مقام ناشناس پنتاگون، تحقیقات در حال انجام بعدی ادعا کرد که شواهدی پیدا کرده‌است که «از اتهامات مربوط به تیراندازی عمدی تفنگداران دریایی آمریکا به غیرنظامیان از جمله زنان و کودکان غیرمسلح حمایت می‌کند.»

### مارس ۲۰۰۶
در ۱۲مارس، یک دختر عراقی به‌همراه خانواده اش درقتل‌های محمودیه مورد تجاوز قرار گرفت و به قتل رسید. این رویداد منجر به پیگرد قانونی متخلفان و تعدادی حملات تلافی جویانه علیه نیروهای آمریکایی توسط نیروهای شورشی شد.
در ۱۵مارس، ۱۱غیرنظامی عراقی ظاهراً توسط نیروهای آمریکایی در آنچه «حادثه اسحقی» نامیده می‌شود، دستگیر و اعدام شدند. تحقیقات ایالات متحده نشان داد که پرسنل نظامی ایالات متحده به درستی عمل کرده‌اند و از قوانین مناسب درگیری در واکنش به آتش خصمانه و افزایش تدریجی نیرو تا زمانی که تهدید از بین رفته‌است، پیروی کرده‌اند. دولت عراق نتایج آمریکا را رد کرد. در سپتامبر ۲۰۱۱، دولت عراق پس از انتشار تلگراف دیپلماتیک فاش شده توسط ویکی لیکس در مورد سؤالات مربوط به حمله توسط بازرس سازمان ملل متحد، فیلیپ آلستون، گزارشگر ویژه در مورد اعدام‌های فراقانونی، خلاصه یا خودسرانه، تحقیقات خود را دوباره آغاز کرد.

### آوریل ۲۰۰۶
در ۲۶ آوریل، تفنگداران دریایی آمریکا یک مرد غیرمسلح عراقی را به ضرب گلوله کشتند. تحقیقات توسط سرویس تحقیقات جنایی نیروی دریایی منجر به اتهامات قتل، آدم‌ربایی و توطئه مرتبط با پوشش این حادثه شد. متهمان هفت تفنگدار دریایی و یک نیروی دریایی هستند. از فوریه۲۰۰۷، پنج نفر از متهمان به اتهامات کمتری دررابطه با آدم‌ربایی و توطئه اعتراف کردند و پذیرفتند که علیه بقیه متهمانی که با اتهام قتل روبرو هستند شهادت دهند. تفنگداران دریایی دیگر از همان گردان با اتهامات کمتری در حمله مرتبط با استفاده از نیروی فیزیکی در بازجویی از شورشیان مظنون روبرو شدند.

### می ۲۰۰۶
در ۹مه، نیروهای آمریکایی از لشکر ۱۰۱هوابرد ۳مرد عراقی بازداشت شده را در مجتمع شیمیایی مثنی اعدام کردند. تحقیقات و مراحل طولانی دادگاه دنبال شد. ویلیام هونساکر و پی اف سی. کوری کلاگت به قتل اعتراف کرد و هر کدام به دلیل قتل عمد به ۱۸سال زندان محکوم شدند. جاستون گرابر به دلیل تیراندازی به یکی از بازداشت شدگان مجروح به حمله شدید اعتراف کرد و به ۹ ماه محکوم شد. سرباز چهارم، گروهبان ستاد. ری ژیروارد از سویت واتر، تن. همچنان به دلیل ممانعت از اجرای عدالت، توطئه برای ایجاد مانع در اجرای عدالت و نقض یک نظم عمومی محکوم است.

## حقوق بشر در شمال عراق
در کردستان عراق، بر اساس گزارش عفو بین‌الملل در سال۱۹۹۵، به دلیل قدرت سیاسی و نظامی این احزاب، «مسئولیت اصلی نقض حقوق بشر بر عهده دوحزب است که زمام قدرت را در کردستان عراق در دست دارند حزب دمکرات کردستان و اتحادیه میهنی کردستان». عفو بین‌الملل گزارش داد که فرانسیس یوسف شابو، یک مسیحی و سیاستمدار آشوری، که همچنین مسئول رسیدگی به شکایات مسیحیان آشوری در مورد روستاهای مورد مناقشه بود، در ۳۱ مه۱۹۹۳ در دهوک به ضرب گلوله کشته شد و هنوز کسی به دست عدالت سپرده نشد. لازار میخو حنا (معروف به ابونصیر)، یک مسیحی و سیاستمدار آشوری در ۱۴ ژوئن۱۹۹۳ در دهوک به ضرب گلوله کشته شد. عفو بین‌الملل از معافیت احزاب سیاسی کردی مسلح و نیروهای ویژه که به دلیل آن مهاجمان به عدالت محاکمه نشده‌اند، و «تضعیف فعال قوه قضاییه و عدم احترام به استقلال آن توسط احزاب سیاسی» انتقاد کرد. عفو بین‌الملل همچنین گزارش داد که نیروهای کرد «مردم را خودسرانه دستگیر کردند» و در برخی موارد زندانیان را شکنجه کردند، غیرنظامیان را کشتند و مهاجمان به دست عدالت سپرده نشدند.
کمیساریای عالی پناهندگان سازمان ملل گزارش داد که اعمال خشونت‌آمیز علیه مخالفان سیاسی و اقلیت‌ها درمناطق تحت کنترل نیروهای کرد صورت گرفته‌است. رهبران اقلیت ادعا کرده‌اند که دربرخی موارد احزاب و نیروهای سیاسی کرد «آنها را در معرض خشونت، همسان سازی اجباری، تبعیض، به حاشیه راندن سیاسی، بازداشت‌های خودسرانه و بازداشت قرار داده‌اند.» کمیساریای عالی سازمان ملل متحد برای پناهندگان گزارش می‌دهد که احزاب و نیروهای کرد «مسئول دستگیری‌های خودسرانه، بازداشت‌های غیرمجاز و شکنجه مخالفان سیاسی و اعضای اقلیت‌های قومی/مذهبی تلقی می‌شوند». کمیساریای عالی پناهندگان سازمان ملل همچنین اعلام کرد که مسیحیان از تلاش کردها برای جذب آنها و «استفاده از زور، تبعیض و تقلب درانتخابات توسط احزاب و شبه نظامیان کرد» شکایت کرده‌اند. یکی از رویدادها در اکتبر۲۰۰۶ بود که نیروهای اقلیم کردستان بساختمان یک سازمان رسانه ای مسیحی حمله کردند و کارکنان را بازداشت کردند. کمیساریای عالی پناهندگان سازمان ملل همچنین گزارش داد که احزاب مسیحی مدعی آزار و اذیت و همسان سازی اجباری شبه نظامیان کرد در کرکوک و مناطق باهدف الحاق این مناطق به اقلیم کردستان شده‌اند و تصریح کرد که «مسیحیان بارها احزاب کردی و نیروهای نظامی آنها را متهم کرده‌اند. اعمال خشونت و تبعیض، دستگیری‌ها و بازداشت‌های خودسرانه بر اساس فرقه‌ای، به حاشیه راندن سیاسی (از جمله از طریق دستکاری در انتخابات)، انحصار ادارات دولتی، و تغییر وضعیت جمعیتی با هدف نهایی الحاق کرکوک و سایر مناطق مختلط به اقلیم کردستان مرکز مطالعات استراتژیک و بین‌المللی (CSIS) خاطرنشان کرد که احزاب کرد از نوعی «پاکسازی قومی نرم» استفاده می‌کنند. به گفته کمیساریای عالی پناهندگان سازمان ملل (UNHCR)، مسیحیان نیز مکرراً از کردسازی مداوم شکایت کرده‌اند. وزارت امور خارجه ایالات متحده گزارش داد که «مقامات کرد با اقلیت‌های شمال از جمله تورکومن، عرب‌ها، مسیحیان و شابک مورد سوء استفاده و تبعیض قرار می‌دهند.» کمیساریای عالی پناهندگان سازمان ملل همچنین اعلام کرد که احزاب  خدمات برخی روستاها را رد کردند، اقلیت‌ها را بدون روند قانونی دستگیر کردند و آنها را بمکان‌های نامعلومی برای بازداشت بردند، و مدارس اقلیت‌ها را برای تدریس بزبان کردی تحت فشار قرار دادند. «که در انتخابات۲۰۰۵،» کردهای غیر مقیم وارد مرکز رای‌گیری شدند و تا زمانی که MNF مداخله کرد و رای‌گیری غیرقانونی را متوقف کرد، بیش از ۲۰۰نفر رای داده بودند.درسال۲۰۰۵، تظاهرات مسالمت آمیز مردم شابک «پس از تیراندازی افراد مسلح حزب دمکرات کردستان به سوی جمعیت به خشونت کشیده شد». کمیساریای عالی پناهندگان سازمان ملل همچنین اعلام کرد که مسیحیان «خطر دستگیری خودسرانه و بازداشت بدون ارتباط» توسط نیروهای کرد را دارند. واشینگتن پست در سال۲۰۰۵ درمورد بازداشت‌های غیرقانونی گزارش داد و در مورد «ابتکار هماهنگ و گسترده» احزاب کرد برای اعمال اقتدار درکرکوک به شیوه‌ای تحریک‌آمیز فزاینده نوشت و دستگیری‌ها و ربوده‌های خودسرانه توسط شبه‌نظامیان کرد به شدت تنش‌ها را تشدید کرد. در امتداد خطوط صرفاً قومی». سازمان حقوق بشر یونامی درسال۲۰۰۷ گفت که «آنها [اقلیت‌های مذهبی] با تهدید، ارعاب و بازداشت فزاینده، اغلب در تأسیسات اقلیم کردستان که توسط نیروهای اطلاعاتی و امنیتی کرد اداره می‌شوند، مواجه هستند».واشینگتن پست تخمین زد که ۶۰۰یا بیشتر انتقال غیرقانونی صورت گرفته‌است. گزارش شده‌است که بازداشت شدگان ادعا می‌کنند «دستگیری‌های خودسرانه، بازداشت‌های غیرمجاز و استفاده از شکنجه و مصادره غیرقانونی اموال». سوء استفاده توسط نیروهای کرد از «تهدید و ارعاب تا بازداشت درمکان‌های نامعلوم بدون روند قانونی» متغیر بود؛طرح‌های احزاب کرد برای الحاق «مناطق مورد مناقشه» مانند کرکوک به کردستان با مقاومت گروه‌های مسیحی، عرب و ترکمن مواجه شد. کمیساریای عالی پناهندگان سازمان ملل خاطرنشان کرد که مسیحیان و اعراب درموصل و کرکوک و مناطق اطراف آن «تحت کنترل عملاً حکومت اقلیم کردستان» هستند و «قربانیان تهدید، آزار و اذیت و بازداشت خودسرانه شده‌اند». کمیساریای عالی پناهندگان سازمان ملل همچنین گفت که آوارگان داخلی مسیحی و عرب مورد تبعیض قرار می‌گیرند و کسانی که مخالفت خود را بااحزاب کردی ابراز می‌کنند، مثلاً با شرکت در تظاهرات، خطر «دستگیری و بازداشت خودسرانه» را دارند. کمیساریای عالی پناهندگان سازمان ملل همچنین گزارش می‌دهد که حزب دموکرات کردستان و اتحادیه میهنی کردستان «مکرراً به خویشاوندی، فساد و فقدان دموکراسی داخلی متهم شده‌اند». براساس گزارش کمیساریای عالی پناهندگان سازمان ملل، روزنامه نگاران «مکرراً ادعا کرده‌اند که آزادی مطبوعات محدود شده‌است و انتقاد از احزاب حاکم می‌تواند منجر به آزار و اذیت فیزیکی، ضبط دوربین‌ها و دفترچه‌ها و دستگیری شود». در یکی از موارد، کمال سید قدیر پس از نوشتن انتقادی دربارهٔ رهبر کرد مسعود بارزانی به ۳۰سال زندان محکوم شد. این حکم پس از فشارهای بین‌المللی کاهش یافت. بازداشت خودسرانه مخالفان سیاسی مظنون توسط مقامات کرد نیز مورد توجه قرار گرفته‌است. اقلیت‌ها از «همون سازی اجباری درجامعه کردی و روند افزایش تبعیض نسبت به جمعیت غیر کرد» و تلاش برای تسلط و «کردی کردن» مناطق مرکب سنتی مانند کرکوک شکایت کرده‌اند. دریک نظرسنجی در سال۲۰۰۶ که در اربیل، سلیمانیه و دهوک انجام شد، ۷۹درصد کردها مخالف اجازه ورود اعراب به کردستان عراق و ۶۳درصد مخالف اسکان آنها درمنطقه بودند.
گروه‌های آشوری بیان کرده‌اند که در کتاب‌های درسی مدارس، کردها حقایق تاریخی و جغرافیایی را تغییر می‌دهند، به عنوان مثال، به مکان‌های مسیحی آشوری نام‌های کردی جدید داده می‌شود و شخصیت‌های تاریخی یا کتاب مقدس ادعا می‌شود که کرد هستند. سازمان بین‌النهرین آمریکا (AMO) با ادعای کشته شدن هزاران مسیحی آشوری در این منطقه در قرن گذشته، خواستار عذرخواهی رسمی مسعود بارزانی رئیس‌جمهور کردستان برای قتل آشوری‌ها توسط کردها در گذشته شد. این سازمان همچنین با انتقاد از پیام بارزانی به مناسبت روز بزرگداشت شهدای آشوری در هشتادمین سالگرد قتل‌عام سمیله، این خبر را منتشر کرد. قتل‌عام سمیله توسط یک ژنرال کرد به نام بکر صدقی انجام شد. اما ادعا شد که این پیام آشوری‌ها را قربانی کشتار سیمله در جنبش آزادی‌بخش کردستان کرد. آشوری‌ها نیز در زمینه کاری در اقلیم کردستان عراق مورد تبعیض قرار می‌گیرند. آشوری‌های مسیحی اغلب فقط می‌توانند به عنوان فروشنده در مغازه‌های مشروب فروشی یا آرایشگر در سالن‌های زیبایی کار کنند و بنابراین هدف تندروهای مسلمان هستند. بسیاری از مغازه‌های آشوری در سال ۲۰۱۱ به آتش کشیده شد. آشوری‌ها همچنین مجاز به انجام مشاغلی مانند موارد زیر نیستند: پلیس، سرباز، افسر، روزنامه‌نگار روزنامه‌ها و ایستگاه‌های تلویزیونی مهم، قضات و سمت‌های ارشد در مؤسسات آموزشی. در منطقه حکومت اقلیم کردستان، تاریخ محلی آشوری به عنوان تاریخ کرد تلقی می‌شود. نام شهرها به نام کردی تغییر یافته‌است. میراث آشوری ویران شده‌است و تاریخ آشوری در کتاب‌های مدرسه، موزه‌ها و در روزهای یادبود به رسمیت شناخته نمی‌شود. تعدادی از دختران آشوری توسط سازمان‌های جنایتکار کرد مجبور به روسپیگری می‌شوند. در صورت امتناع، تهدید به مرگ می‌شوند. بسیاری از آنها پناهندگان آسیب‌پذیر جنوب با خانواده کوچک در شمال هستند. این سازمان‌ها با رهبران سیاسی ارتباط دارند؛ بنابراین به راحتی می‌توان به این دختران پاسپورت داد و آنها را به کشورهای اتحادیه اروپا فرستاد تا در آنجا کار کنند. آشوری‌ها ادعا می‌کنند که کردها برای کردی کردن جمعیت مسیحی محلی در شمال عراق تلاش می‌کنند. مسیحیان گزارش داده‌اند که برای دسترسی به خدمات آموزشی یا مراقبت‌های بهداشتی مجبور شده‌اند خود را کرد معرفی کنند. ایزدی‌ها و شابک‌ها «به عنوان قومیت‌های جداگانه به رسمیت شناخته نمی‌شوند و آشوری‌هایی که از شمال عراق سرچشمه می‌گیرند، بیش از پیش تشویق می‌شوند که به عنوان کردستان یا کرد مسیحی معرفی شوند». حکومت اقلیم کردستان همچنین رفتارهای تبعیض آمیز علیه اقلیت‌های غیر کرد انجام داده‌است. بسیاری از آشوری‌ها و ایزدی‌ها در دشت نینوا ادعا می‌کنند «که حکومت اقلیم کردستان اموال آنها را بدون غرامت مصادره کرده و شروع به ساختن شهرک‌ها در زمین‌های آنها کرده‌است.» همچنین گزارش‌هایی از منطقه «در مورد کشتار آشوری‌ها توسط عوامل احزاب سیاسی کرد» منتشر شد. کردها عمدتاً بر «ارعاب، تهدید، محدودیت دسترسی به خدمات، دستگیری‌های تصادفی و بازداشت‌های غیرقانونی برای متقاعد کردن مخالفان سیاسی خود و اعضای عادی این جوامع برای حمایت از طرح حکومت اقلیم کردستان برای گسترش به مناطق مورد مناقشه متکی هستند». در سال ۲۰۱۴، آشوری‌ها ادعا کردند که حزب دمکرات کردستان به‌طور سیستماتیک خلع سلاح می‌کند، و سپس آشوری و سایر اقلیت‌ها را در آماده‌سازی برای حمله داعش رها می‌کند. دولت اقلیم کردستان در سال ۲۰۱۴ اعلامیه‌هایی را بین آشوری‌های شمال عراق توزیع کرد که خواستار خلع سلاح کامل شدند. آشوری‌ها خلع سلاح شدند و اطمینان یافتند که پیشمرگه‌های کرد از آنها در برابر داعش محافظت خواهند کرد. اما با حمله داعش، پیشمرگه‌ها ناگهان عقب‌نشینی کردند. رویداد مشابهی زمانی رخ داد که پیشمرگه‌های کرد با پیشروی داعش در منطقه سنجار و شنگال در سال ۲۰۱۴ عقب‌نشینی کردند. هولگارد حکمت، ژنرال پیشمرگه و سخنگوی وزارت پیشمرگه در مصاحبه با اشپیگل آنلاین گفت: سربازان ما همین الان فرار کردند. مایه شرمساری و ظاهراً دلیل است که به همین دلیل چنین ادعاهایی را ابداع می‌کنند.» تخمین زده می‌شود که ۱۵۰۰۰ مسیحی آشوری با خشونت از خانه‌های اجدادی خود در دشت نینوا رانده شدند. به نقل از یکی از مقامات اقلیم کردستان در یک مقاله رویترز در سال ۲۰۱۴ نقل شده‌است که «داعش در عرض دو هفته چیزی را به ما داد که مالکی در طول هشت سال نتوانست به ما بدهد».
برخی از فعالان آشوری مدعی هستند که نه تنها از اعراب شدن، بلکه از کردسازی در کردستان عراق نیز رنج برده‌اند. فعالان آشوری مدعی شده‌اند که تعداد مسیحیان در کردستان عراق به دلیل تخریب روستاها یا سیاست کردسازی کاهش یافته‌است. مسیحیان و مسیحیان آشوری نسبت به امروز نسبت بسیار بیشتری از جمعیت شمال عراق و کردستان عراق را تشکیل می‌دادند. تعداد آنها به دلیل قتل‌عام، فرار و دلایل دیگر به‌طور جدی کاهش یافت. در کردستان مسیحیان کریپتو نیز زندگی می‌کنند، افرادی که در ظاهر مسلمان کرد بودند اما هنوز به یاد می‌آورند که ارمنی یا مسیحی نسطوری بوده‌اند. روابط بین مسیحیان باقی مانده و کردها اغلب کمتر از صمیمیت بود. به گفته مایکل یواش، کارشناس آشوری، در برخی موارد مسیحیان پناهنده شدند زیرا کردها سرزمین آنها را تصرف کردند و دولت اقلیم کردستان هیچ کمکی برای بازگرداندن زمین به آنها ارائه نکرد.مایکل یوش همچنین گزارش داد که در سال ۲۰۰۷ "گزارش‌های متعددی مبنی بر تبعیض مقامات کردی علیه اقلیت‌ها در شمال وجود دارد.مقامات از ارائه خدمات به برخی روستاها خودداری کردند، اقلیت‌ها را بدون روند قانونی دستگیر کردند و مدارس اقلیت‌ها را برای تدریس بزبان کردی تحت فشار قرار دادند". علاوه بر این، چندین گزارش در مورد مسیحیان نوشته شده‌است که نمایندگی «سیاسی» ندارند و بنابراین در گسترش مدارس خود موفق نیستند و از همه بودجه به جز ابتدایی‌ترین بودجه محروم هستند. گروه‌های آشوری از یک سری بمب‌گذاری در سال‌های ۱۹۹۸ و ۱۹۹۹ خبر دادند و از تحقیقات مقامات کرد در مورد این جنایات انتقاد کردند.آشوری‌ها نیز قربانی حملات حزب کارگران کردستان شدند و مسیحیان اغلب در میان جنگ‌های درون کردی گرفتار می‌شوند. در سال ۱۹۹۷، شش آشوری در حمله پ ک ک در دهوک کشته شدند.طبق گزارش سال ۱۹۹۹ کشور ایالات متحده، خبرگزاری بین‌المللی آشوری گزارش داد که یک زن آشوری هلنا آلون ساوا کشته و مورد تجاوز جنسی قرار گرفته‌است. او خانه‌دار یکی از سیاستمداران حزب دمکرات کردستان بود و آشوری‌ها ادعا کرده‌اند که این پرونده «شبیه یک الگوی ثابت» از همدستی مقامات کرد در حملات علیه مسیحیان آشوری در شمال عراق است. شمال عراق، در منطقه «آشور باستان، گسترش کردها به قیمت از دست دادن جمعیت آشوری تمام شده‌است.» به دلیل سیاست‌های ارعاب اعراب و کردها، به ویژه از طرف حزب دموکرات کرد، جمعیت مسیحی آرامی زبان مورد توجه قرار گرفته‌است. ادعا شده بود که کردها «موانعی برای دستیابی به کمک‌های بین‌المللی برای توسعه ایجاد کرده‌اند، سعی در جلوگیری از ایجاد مدارس زبان آرامی و جلوگیری از ایجاد مدارس مسیحی آشوری» داشته‌اند، و این مسائل مورد انتقاد وزارت خارجه آمریکا نیز قرار گرفت. همچنین حملاتی از سوی گروه‌های اسلامگرای عرب و کرد مانند داعش و انصارالاسلام کرد به مسیحیان صورت گرفت. ces متهم به آزار و اذیت ساکنان عرب شده‌است.در گزارشی از پروژه تحقیقاتی تروریسم آمده‌است که دولت اقلیم کردستان از بازگشت پناهجویان مسیحی آشوری به روستاهای خود در سراسر دشت نینوا جلوگیری کرده‌است. جف گاردینر، مدیر "Nineveh Now" را بازسازی کنید، گفت: "مقامات کرد از مردم دشت نینوا محافظت نکردند. این امر به نوعی توسط دولت کردستان امکان پذیر شد. آنها واقعاً آنها [آسوری‌ها] را برای این نتیجه فاجعه بار آماده کردند.» طبق گفته گاردینر، ادعاهایی مبنی بر وجود یک خطر امنیتی نادرست است. او اقدامات حکومت اقلیم کردستان را "غصب زمین" خواند. رابرت نیکلسون از پروژه فیلیوس گفت: «ماه‌هاست که ما گزارش‌های متعددی از مسیحیان آشوری و ایزدی دریافت می‌کنیم مبنی بر اینکه نیروهای کرد از مه جنگ برای تصرف سرزمین‌هایی استفاده می‌کنند که حقاً متعلق به قربانیان نسل‌کشی است. هر هفته این گزارش‌ها در حال افزایش است. دشت نینوا هرگز منطقه کردنشین نبوده‌است، این دشت متعلق به مسیحیان (آشوری‌ها) و ایزدی هاست که هزاران سال است در آنجا زندگی می‌کنند. اعضای یگان‌های حفاظت نینوا (یک شبه نظامی آشوری) توسط دولت اقلیم کردستان تحت فشار قرار گرفتند. تحرکات آنها نیز توسط نیروهای کرد ممانعت می‌شد. جان مک کین در نامه ای به مسعود بارزانی رئیس جمهور کردستان، از "گزارش‌های مصادره زمین و اظهارات شما شکایت کرد. در خصوص ادعای ارضی کردها در منطقه دشت نینوا مطرح کرده‌اند. و به گفته گاردنر، "این چیز جدیدی نیست. مسیحیان آشوری از اسکان غیرقانونی خانواده‌های کردستان در سرزمین آشوری در اوایل دهه ۱۹۹۰ شکایت کردند. هدف استراتژی نهایی اتحاد کردهای عراق با کردهای سوریه و ترکیه در یک کشور کردی گسترده تر است." در دسامبر ۲۰۱۱، صدها کرد در زاخو پس از نماز جمعه، مشاغل و هتل‌های آشوری مسیحی را سوزاندند و ویران کردند. گروه‌های حقوق بشر اعلام کردند که این شورش توسط مقامات کرد برنامه‌ریزی شده بود و نمایندگان امنیتی سه روز قبل از ناآرامی‌ها در مورد مغازه‌های مشروب‌فروشی تحقیق کرده بودند.
اورس‌ها برای توقف شورش‌ها مداخله نکردند. آشوری‌ها همچنین در بازار کار مورد تبعیض قرار می‌گیرند و با بارهای اداری مانند دریافت مجوز اقامت (برای افراد آواره داخلی) به صورت سالانه مواجه هستند. دانش‌آموزان آشوری «به شیوه‌ای متفاوت از دانش‌آموزان کرد رفتار می‌کردند و رتبه‌بندی می‌شدند». آشوری‌ها همچنین «در نتیجه تمایل دولت اقلیم کردستان برای گسترش کنترل خود و برنامه‌هایش برای تغییر شکل جمعیتی در موصل و دشت نینوا، از سوء استفاده و تبعیض رنج می‌برند.» پلیس رسمی متشکل از آشوری‌ها «به دلیل مقاومت گسترده گروه‌های کرد ایجاد نشده‌است». همدستی دولت در «تبعیض با انگیزه مذهبی در دولت منطقه ای کردستان (KRG) گزارش شده‌است». به گفته وزارت امور خارجه، مسیحیان ساکن در مناطق شمال موصل تأکید کردند که دولت اقلیم کردستان اموال آنها را … بدون پرداخت غرامت مصادره کرده‌است و … مسیحیان آشوری همچنین ادعا کردند که دستگاه قضایی تحت سلطه حزب دمکرات کرد به‌طور معمول علیه غیرمسلمانان تبعیض قائل می‌شود. مسیحیان کالدوآشوری همچنین گفته‌اند که مقامات اقلیم کردستان «مزایای اجتماعی کلیدی مسیحیان از جمله شغل و مسکن را رد می‌کنند» و «کمک‌های خارجی بازسازی برای جوامع آشوری توسط دولت اقلیم کردستان کنترل می‌شد». مقامات اقلیم کردستان از «پروژه‌های خدمات عمومی برای هدایت آب و دیگر منابع حیاتی از جوامع آشوری به کردها» استفاده کرده‌اند. این محرومیت‌ها منجر به مهاجرت دسته جمعی شد که در پی آن «تصرف و تبدیل اموال متروکه آشوریان توسط جمعیت کرد محلی» به وقوع پیوست. گروه‌های ترکمن از «سوءاستفاده‌های مشابه توسط مقامات کرد گزارش می‌دهند که نشان‌دهنده الگوی تبعیض، آزار و اذیت و به حاشیه راندن فراگیر است». خشونت علیه جامعه مسیحی عراق «به ویژه در بغداد و مناطق کردستان شمالی» به عنوان یک نگرانی مهم باقی مانده‌است و الگوی «تبعیض رسمی، آزار و اذیت و به حاشیه راندن مقامات حکومت اقلیم کردستان که این شرایط را تشدید می‌کند» وجود دارد.
گروه‌های کرد متهم به تلاش برای الحاق به سرزمین‌های اقلیم کردستان متعلق به آشوری‌ها «با ادعای اینکه این مناطق از نظر تاریخی کردنشین هستند» هستند. از سال ۲۰۰۳، «پیشمرگه‌های کرد، نیروهای امنیتی و احزاب سیاسی به این سرزمین‌ها نقل مکان کرده‌اند و کنترل عملی بر بسیاری از مناطق مورد مناقشه برقرار کرده‌اند». آشوری‌ها و گروه‌های شاباک و ترکمن، نیروهای کرد را «به دست داشتن در سوء استفاده‌های سیستماتیک و تبعیض علیه آنها برای پیشبرد ادعاهای ارضی کردها» متهم کرده‌اند. این اتهامات شامل «گزارش‌هایی از دخالت مقامات کرد در حق رای اقلیت‌ها، تجاوز، تصرف، و امتناع از بازگرداندن زمین‌های اقلیت‌ها، مشروط کردن ارائه خدمات و کمک به جوامع اقلیت به حمایت از توسعه کردها، وادار کردن اقلیت‌ها به معرفی خود به عنوان یکی از این دو گروه است. اعراب یا کردها و ممانعت از تشکیل نیروهای پلیس محلی اقلیت».

### آزادی بیان و آزادی سیاسی
مقامات کرد در عراق حزب حاکم دمکرات کردستان (KDP) به رهبری مسعود بارزانی را به «انواع ارعاب»، فساد و همچنین پر کردن آرا متهم کرده‌اند. در جریان انتخابات سال ۲۰۰۵، «مقامات کرد که وظیفه تحویل صندوق‌های رای به مناطق آشوری کردستان عراق را داده بودند، موفق به انجام این کار نشدند، در حالی که کارگران انتخابات آشوری تیراندازی شده و کشته شدند». در نتیجه جنبش دموکراتیک آشور به حاشیه رانده شد.

## وضعیت کنونی حقوق بشر
انتقادات عمده ای از سوی سازمان‌های حقوق بشری و مقامات شیعه وجود دارد که سنی‌ها درحال حاضر شیعیان یا کسانی را که دشمن می‌دانند به‌طور سیستماتیک ربوده، شکنجه و می‌کشند. عفو بین‌الملل به‌طور گسترده از دولت عراق به دلیل رسیدگی به پرونده ولید یونس احمد، که در آن یک روزنامه‌نگار ترکمن از کردستان عراق به‌مدت ده سال بدون اتهام یا محاکمه در بازداشت بود،انتقاد کرده‌است.
بر اساس گزارش سالانه دیده‌بان حقوق بشر، وضعیت حقوق بشر در عراق اسفناک است. ازسال۲۰۱۵، این کشور وارد یک درگیری مسلحانه خونین بین داعش و ائتلاف کردها، نیروهای دولت مرکزی عراق، شبه نظامیان طرفدار دولت و یک کمپین هوایی بین‌المللی به رهبری ایالات متحده شد. سازمان ملل متحد فاش کرد که ۳٫۲میلیون عراقی به دلیل درگیری آواره شده‌اند. علاوه بر این، سازمان بین‌المللی گفت که طرف‌های درگیر از چندین راه از جمله اعدام‌های غیرقانونی، حملات انتحاری، و حملات هوایی استفاده کردند که منجر بکشته و زخمی شدن بیش از ۲۰۰۰۰غیرنظامی شد.
یک گزارش عفو بین‌الملل به این نتیجه رسیده‌است که «نیروهای پیشمرگه دولت نیمه خودمختار اقلیم کردستان(KRG) از بازگشت ساکنان روستاهای عرب نشین و ساکنان عرب شهرهای مختلط عرب-کرد به خانه‌های خود جلوگیری می‌کنند و دربرخی موارد این مناطق را تخریب کرده یا به آنها اجازه داده‌اند. تخریب خانه‌ها و اموال آنها بظاهر راهی برای جلوگیری از بازگشت آنها در آینده. در بسیاری از موارد، خانه‌های اعراب «پس از پایان جنگ و کنترل نیروهای پیشمرگه بر مناطق» غارت شد، عمداً سوزانده شد، با بولدوزر یا منفجر شد. و گزارش اشاره کرد که اینها حوادث مجزا نیستند، بلکه نمونه‌هایی از یک الگوی گسترده‌تر هستند. عفو بین‌الملل همچنین خاطرنشان کرد که «آوارگی اجباری ساکنان عرب و تخریب گسترده و غیرقانونی خانه‌ها و اموال غیرنظامیان، قوانین بشردوستانه بین‌المللی را نقض می‌کند و باید به‌عنوان جنایات جنگی مورد بررسی قرار گیرد». عفو بین‌الملل خاطرنشان کرد که به‌عنوان مثال روستای تباج حمید باخاک یکسان شده‌است. درجمیلی ۹۵درصد از تمام دیوارها و سازه‌های کم ارتفاع تخریب شده‌است. محققان عفو بین‌الملل توسط پیشمرگه دستگیر شدند و آنها را بخارج از منطقه اسکورت کردند و از عکسبرداری آنها جلوگیری کردند.عفو بین‌الملل گفت که «تخریب عمدی منازل غیرنظامیان براساس قوانین بشردوستانه بین‌المللی غیرقانونی است و عفو بین‌الملل معتقد است که این موارد از جابجایی اجباری جنایت جنگی. عفو بین‌الملل همچنین از مقامات اقلیم کردستان خواست که به‌سرعت و مستقل ازهمه مرگ‌هایی که درجریان اعتراضات علیه حزب دموکرات کردستان (مانند اکتبر۲۰۱۵) رخ داده‌است، تحقیق کرده و یافته‌ها را افشا کنند.
عفو بین‌الملل از اینکه نیروهای پیشمرگه از دولت اقلیم کردستان(KRG) و شبه نظامیان کرد درشمال عراق هزاران خانه را در تلاشی آشکار برای ریشه کن کردن جوامع عرب با بولدوزر، منفجر و سوزانده‌اند،انتقاد کرد. گزارش با عنوان تبعید و سلب مالکیت: جابجایی اجباری و تخریب عمدی درشمال عراق، براساس تحقیقات میدانی در عراق تهیه شده‌است. دراین بیانیه آمده‌است که «ده‌ها هزار غیرنظامی عرب که به دلیل جنگ مجبور به ترک خانه‌های خود شده‌اند، اکنون در کمپ‌های موقت در شرایط ناامیدکننده برای زنده ماندن تلاش می‌کنند. بسیاری معیشت و تمام دارایی خود را از دست داده‌اند و با خانه‌هایشان ویران شده، چیزی برای بازگشت ندارند. نیروهای اقلیم کردستان با ممانعت از بازگشت آوارگان به روستاهایشان و ویران کردن خانه‌هایشان درد و رنج آنها را تشدید می‌کنند."این گزارش شواهدی از جابجایی اجباری و تخریب گسترده خانه‌ها در روستاها و شهرها توسط پیشمرگه‌ها را نشان می‌دهد.دیده بان حقوق بشر گزارش داد که کردها اعراب را از حق بازگشت بخانه‌های خود محروم کرده‌اند، درحالی که کردها رفت و آمد آزاد داشتند و حتی می‌توانستند بخانه‌هایی که متعلق به اعراب است نقل مکان کنند. در گزارشی در سال۲۰۱۶ ""قرار است به کجا برویم؟"تخریب و آوارگی اجباری درکرکوک، عفو بین‌الملل اعلام کرد که مقامات کرد خانه‌های مردم را تخریب و بابولدوزر تخریب کرده و صدها تن از ساکنان عرب را بزور آواره کرده‌اند. درسال۲۰۰۵ حزب دمکرات کردستان بروی معترضان در تظاهرات ائتلاف دموکراتیک شابک تیراندازی کرد که در نتیجه آن دو آشوری کشته و چندین آشوری و شابک دیگر زخمی شدند. گروه‌های آشوری همچنین کردها را به تقلب درانتخابات در شمال عراق و جلوگیری از حضور آشوری‌ها درسیاست متهم کرده‌اند.
همچنین مردم شباک از تبعیض رنج می‌برند. دیده‌بان حقوق بشر به نقل از حنین القدو، سیاستمدار شابک، گفت: «پیشمرگه‌ها هیچ علاقه واقعی به حفاظت از جامعه خود ندارند و نیروهای امنیتی کرد بیشتر به کنترل شبک‌ها و رهبران آنها علاقه‌مند هستند تا حفاظت از آنها». وی همچنین گفت که آنها «از دست پیشمرگه‌ها رنج می‌برند و دولت کردستان اجازه نمی‌دهد نیروهای مسلح عراق ازآنها محافظت کنند و این ایده را رد کرده‌اند که به آنها اجازه می‌دهد نیروی پلیس شباک خود را برای محافظت از مردم خود تأسیس کنند». نیروهای کرد دربرخی از حملات علیه شبک‌ها دست داشته‌اند. ملا خادم عباس، رهبر تجمع دموکراتیک شابک، گروهی که مخالف الحاق روستاهای شابک به قلمرو حکومت اقلیم کردستان است، درسال۲۰۰۸ تنها ۱۵۰متر دورتر از یک پایگاه پیشمرگه کشته شد. عباس قبل از قتلش با انتقاد از «شبکه‌هایی که برای برنامه کردها کار می‌کنند و سیاست‌های کردی که از نظر او ساختار هویت جامعه را تضعیف می‌کند»، مقامات کرد را مورد خشم قرار داده بود. در سال۲۰۰۹، القدو، قانونگذار شبک، از یک سوء قصد در دشت نینوا جان سالم به در برد. او به دیده‌بان حقوق بشر گفت که مهاجمان یونیفورم امنیتی کردی به تن داشتند. وی همچنین گفت که دولت کردستان درصورت کشتن وی، برای تحمیل اراده خود برشاباک و به‌دست آوردن زمین‌های آنها کار آسان‌تری خواهد داشت. رهبران شابک از معافیت از مجازات قتل‌ها شکایت کرده‌اند. در برخی از این حوادث، حزب دمکرات کردستان متهم به عدم تحقیق در مورد کشتار غیرنظامیان غیر کرد توسط پیشمرگه‌ها شد. دیده‌بان حقوق بشر گزارش داد که «ریشه مشکل این است که در بین رهبران کرد تصور جهانی وجود دارد که گروه‌های اقلیت در واقع کُرد هستند» و گزارش داد که «مقامات کرد گاهی با اعضای ایزدی و شاباک که در برابر تلاش‌ها برای تحمیل مقاومت می‌کنند، به شدت برخورد کرده‌اند. بر آنها هویت کردی است».

## جنگ فرقه ای در عراق
عراق از سال۲۰۰۶ تا۲۰۰۸ درگیر جنگ داخلی فرقه ای بود. گروه‌های کوچک و همچنین شبه نظامیان دربمب گذاری در مناطق غیرنظامی و ترور مقامات سطوح مختلف و علیه شیعیان و اقلیت‌های مذهبی کوچکتر دست داشتند. افراد سکولارگرا، مقامات دولت جدید، دستیاران ایالات متحده (مانند مترجمان)، افراد و خانواده‌های گروه‌های مذهبی مختلف کشور در معرض خشونت و تهدید به مرگ هستند.
همچنین به پناهندگان عراق مراجعه کنید.
در نتیجه اقدام به قتل و تهدید به مرگ ۲ میلیون عراقی عراق را ترک کرده‌اند. آنها عمدتاً به سوریه، اردن و مصر رفته‌اند.

## تبلیغات
در ۱۷ فوریه ۲۰۰۶،وزیر دفاع وقت ایالات متحده، دونالد رامسفلد در مورد واقعیت‌های جدید در عصر رسانه گزارش داد:
به عنوان مثال، در عراق، فرماندهی نظامی ایالات متحده، با همکاری نزدیک با دولت عراق و سفارت ایالات متحده، به دنبال ابزارهای غیر سنتی برای ارائه اطلاعات دقیق به مردم عراق در مواجهه با کمپین تهاجمی اطلاعات نادرست بوده‌است.با این حال این به عنوان نامناسب به تصویر کشیده شده‌است. به عنوان مثال، ادعاهایی مبنی بر اینکه شخصی در ارتش یک پیمانکار را استخدام کرده‌است، و گفته می‌شود که پیمانکار برای چاپ یک داستان - یک داستان واقعی - به کسی پول می‌دهد، اما برای چاپ یک داستان پول می‌دهد.
ژنرال جورج کیسی در ۳ مارس۲۰۰۶ گفت: «ارتش ایالات متحده قصد دارد به پرداخت پول به روزنامه‌های عراقی برای انتشار مقالاتی که به نفع ایالات متحده است، ادامه دهد، پس از تحقیقی که هیچ نقصی در این رویه بحث‌برانگیز پیدا نکرد. کیسی گفت که "بررسی داخلی به این نتیجه رسیده‌است که ارتش ایالات متحده قوانین ایالات متحده یا دستورالعمل‌های پنتاگون را باکمپین عملیات اطلاعاتی که در آن سربازان آمریکایی و یک پیمانکار خصوصی مقالاتی طرفدار آمریکا می‌نویسند و برای کاشت آنها بدون ذکر منبع درعراق پرداخت می‌کنند، نقض نمی‌کند. رسانه‌ها."
وضعیت حقوقی آزادی بیان و مطبوعات نیز در عراق نامشخص است. هر دو آزادی در قانون اساسی عراق با استثناهایی برای اخلاق اسلامی و امنیت ملی وعده داده شده‌است. بااین حال، قانون جنایی عراق در سال۱۹۶۹ ممنوعیت‌های مبهمی برای استفاده از مطبوعات یا هر وسیله الکترونیکی ارتباطی برای مقاصد «ناشایست» دارد.

## حقوق زنان

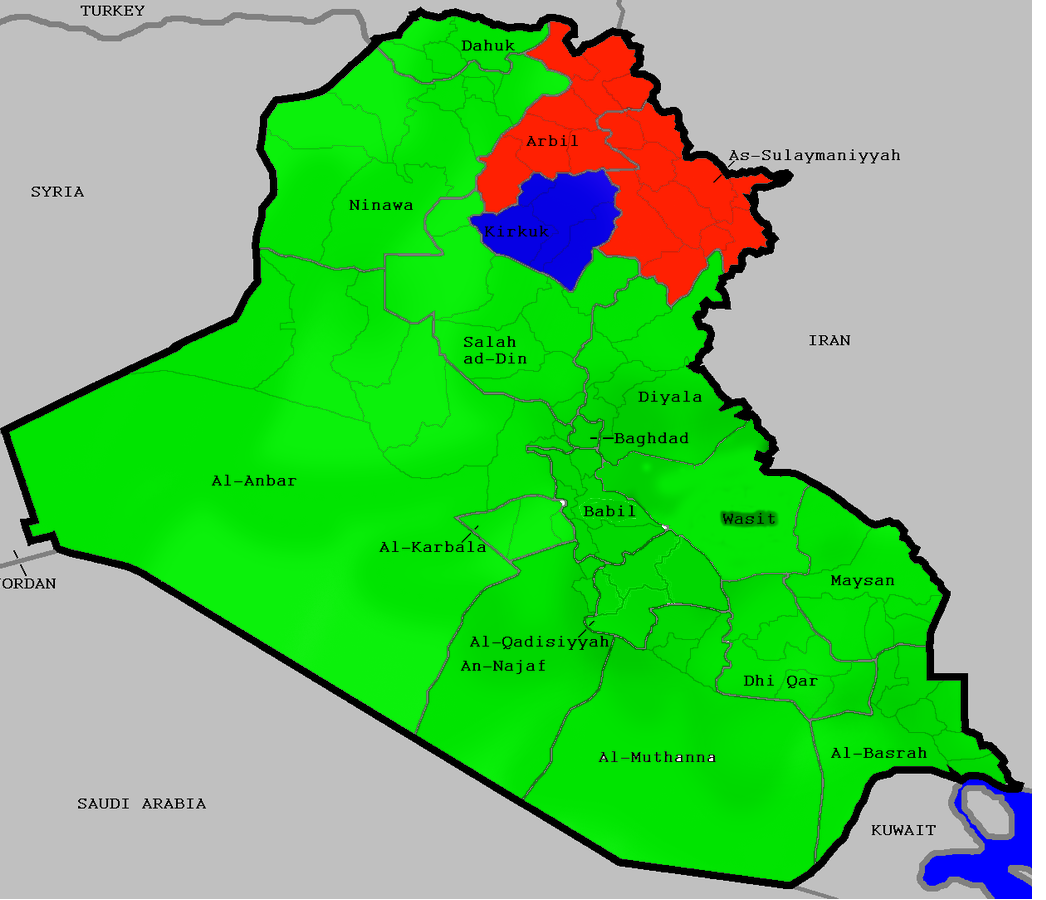
شیوع ختنه زنان در عراق برای زنان ۱۵ تا ۴۹ ساله با استفاده از یونیسف "نقشه تناسلی زنان/برش، ۲۰۱۳، از. یک نظرسنجی جدیدتر در سال ۲۰۱۶ در اینجا وجود دارد:. سبز = کمتر از ۳٪، آبی = ۱۵–۲۵٪، قرمز = بالای ۵۰٪. بالاترین میزان شیوع ختنه در کرکوک (۲۰٪)، سلیمانیه (۵۴٪) و اربیل (۵۸٪) است.

زنان در عراق در آغاز قرن بیست و یکم غوطه ور هستند و موقعیت تحت تأثیر عوامل بسیاری قرار گرفته‌است: جنگ‌ها (اخیراً جنگ عراق)، درگیری‌های مذهبی فرقه ای، بحث‌های مربوط به قوانین اسلامی و قانون اساسی عراق،سنت‌های فرهنگی، و سکولاریسم مدرن. صدها هزار زن عراقی در نتیجه یک رشته جنگ و درگیری‌های داخلی بیوه شده‌اند. سازمان‌های مدافع حقوق زنان در حالی که برای ارتقای وضعیت زنان در قانون، آموزش، محل کار و بسیاری از حوزه‌های دیگر زندگی عراقی تلاش می‌کنند، علیه آزار و اذیت و ارعاب مبارزه می‌کنند. براساس گزارشی در سال۲۰۰۸ در واشینگتن پست، اقلیم کردستان عراق یکی از معدود مناطقی در جهان است که ختنه زنان در آن بیداد می‌کرده‌است. در سال۲۰۰۸، مأموریت کمک سازمان ملل متحد برای عراق (یونامی) اعلام کرد که قتل‌های ناموسی یک نگرانی جدی در عراق، به ویژه در کردستان عراق است. قتل‌های ناموسی در کردستان عراق رایج است، زنان همچنین باازدواج اجباری و زیر سن، خشونت خانگی یا مسائل چندهمسری مواجه هستند. از اوایل دهه۱۹۹۰، چندین هزار زن کرد عراقی دراثر خودسوزی جان خود را ازدست دادند.

## سایر حقوق بشر
ایالات متحده از طریق حکومت ائتلاف موقت عراق مجازات اعدام را لغو کرد (از زمانی که دوباره برقرار شد) و دستور داد که قانون جزایی۱۹۶۹ (که در سال۱۹۸۵ اصلاح شد) و قانون مدنی۱۹۷۴ سیستم قانونی اجرایی در عراق باشد. با این حال، در مورد اینکه تا چه حد قوانین حکومت ائتلاف موقت عراق اعمال شده‌اند، بحث‌هایی وجود داشته‌است.
به عنوان مثال، قانون جزایی عراق در سال۱۹۶۹ (که در سال۱۹۸۵ اصلاح شد) تشکیل اتحادیه کارگری را منع نمی‌کند و قانون اساسی عراق وعده می‌دهد که چنین سازمانی به رسمیت شناخته می‌شود (حق بر اساس ماده۲۳ اعلامیه جهانی حقوق بشر)، اما بنا به دلایلی به نظر می‌رسد دادگاه‌ها و دادگاه ویژه عراق بر اساس نسخه اصلاح شده قانون حقوقی۱۹۸۸ عمل می‌کنند، و بنابراین ممنوعیت اتحادیه‌ها در سال۱۹۸۷ ممکن است هنوز وجود داشته باشد.
به همین ترتیب، در حالی که قانون جنایی عراق در سال۱۹۶۹ یا ویرایش ظاهری۱۹۸۸ روابط همجنس‌گرایانه بین بزرگسالان رضایت‌بخش در خلوت را ممنوع نمی‌کند (حق بر اساس حکم کمیسیون حقوق بشر سازمان ملل متحد در سال۱۹۹۴)، به نظر می‌رسد گزارش‌های پراکنده حاکی ازآن است که همجنس‌گرایی همچنان ادامه دارد. به‌عنوان یک جرم تلقی می‌شود، احتمالاً یک جنایت بزرگ تحت اصلاحیه سال۲۰۰۱ که از نظر فنی نباید وجود داشته باشد. برای اطلاعات بیشتر درمورد این موضوع به حقوق همجنسگرایان در عراق مراجعه کنید.

## یادداشت
1. ↑  There have also been accusations that Kurds were rigging votes in Kirkurk in 2005.[۳۵]